# Kolv (maskindel)

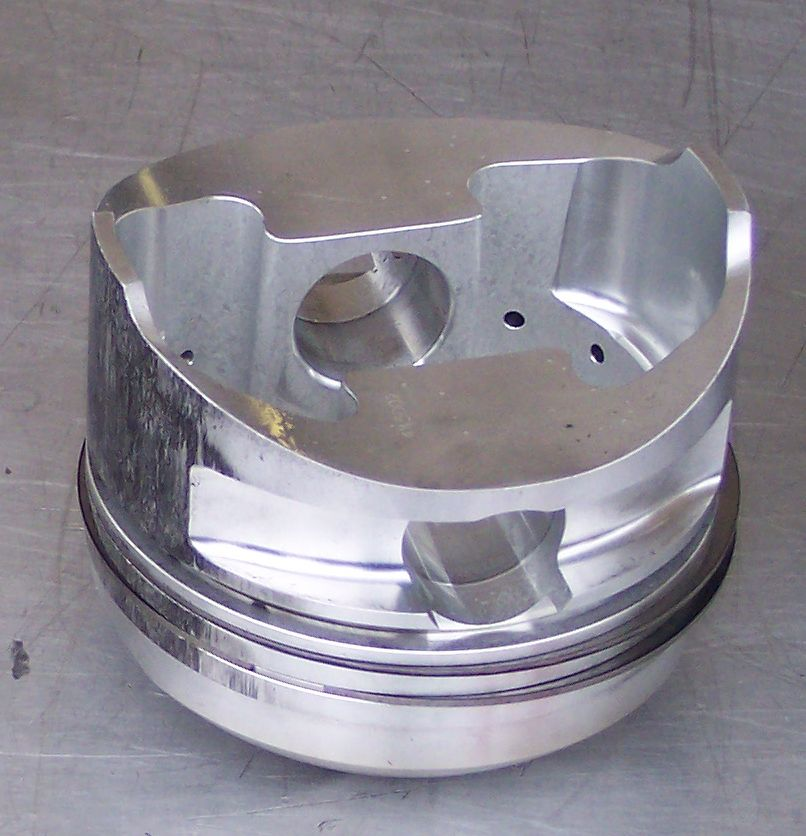
Smidd aluminiumkolv för tävlingsbil.

En kolv är en maskindel som utför en fram- och återgående rörelse i en cylinder.
Kolvar förekommer oftast i pumpar, kompressorer och kolvmotorer, samt i hydrauliska cylindrar eller pneumatiska cylindrar. I det följande beskrivs kolvar för kolvmotorer där kraven är höga.

## Kolvens funktion

Animering av en kolvs rörelse i en cylinder.

En kolv i en förbränningsmotor är kopplad via en kolvbult till en vevstake, som driver en vevaxel för att omvandla den linjära rörelsen hos kolven till en cirkulär rörelse. Genom att omvandla rörelsen kan den fortplanta sig genom en växellåda eller direkt ut till en primärtransmission för att driva till exempel ett hjul.

## Kolvens konstruktion
En kolv består av tre delar:
- Kolvtoppen som tar upp gastrycket i cylindern. Kolvtoppen ges ofta speciella kaviteter och upphöjningar som förbättrar gasutbytet vid insug/utblås och förbättrar gasblandningen.
- Kolvens mantelyta. Den är något mindre än yttercylindern. Som gastätning användes en eller flera kolvringar som sitter i spår. I vissa fall användes nederst även en oljering för att täta mot uppströmmande olja. Mellan kolvringarna och yttercylindern finns en oljefilm som eliminerar metallfriktion.
- Kolvbulten som lagrar vevstaken. Kolvbulten ska ta upp mycket stora krafter och är vanligen rörformad för att reducera vikten. Kolvbulten har vanligen glidlagring av vevstaken men nållager förekommer också i mindre motorer. Kolvbulten kan ibland vara lagrad någon millimeter åt ena sidan för att i viss mån eliminera de sidokrafter som vevstaken ger under expansionstakten. Kolvbulten säkras med ringar eller krympning.

Kolven tillverkas nästan alltid av smitt aluminium.

## Pistong

Animerad principskiss av en pistongventil.

Sliden (6) på ett ånglok som alternerande öppnar och stänger de båda tilloppen så att ångan (rosa) driver kolven/pistongen (7) i båda riktningarna. Samtidigt med denna växling blir det tidigare tilloppet utlopp.

En äldre benämning för kolv är pistong (efter piston som betyder kolv på både engelska och franska, från latin pi(n)sare, "stöta" - speciellt med en pistill).
Begreppet pistong används fortfarande för en stav som utför en linjär fram- och återgående rörelse. Ordet förekommer ofta i sammansättningen "pistongrörelse" som avser att något, ej nödvändigtvis en stav, rör sig i en, vanligtvis upprepad, linjär rörelse fram och åter (som hos pumpar, pressar, stansar, symaskiner och även för rörelsen hos magneten eller spolen i elektrodynamiska högtalarelement). För en pistong som är fäst vid en kolv används ofta benämningen kolvstång, men  pistong används fortfarande ibland för ångmaskiner.
Pistong, ofta i sammansättningen "pistongventil", används även för de ventiler som förekommer hos många bleckblåsinstrument (de flesta trumpeter/kornetter och vissa valthorn) och som leder om (och därigenom förlänger) luftkanalen via olika rörslingor när de trycks ner. "Pistong" används också som beteckning på "pistongkornett" (franska cornet à pistons). Pistongventil används på engelska, piston valve, även för det ventilsystem som leder om ångströmmen på ångmaskiner och ånglok så att pistongen/kolven verkar i båda riktningarna (till skillnad mot i en förbränningsmotor), på svenska används dock "slid" för detta ventilsystem.
Pistong används också för en stav som sitter i ett rör under pipan på automatvapen och åstadkommer omladdning (se gaslås).